# Detroit Arsenal Tank Plant
Detroit Arsenal Tank Plant – dawna fabryka zbrojeniowa w Warren, koło Detroit, w stanie Michigan, w Stanach Zjednoczonych. Otwarta w 1941 roku, była pierwszym amerykańskim zakładem prowadzącym masową produkcję czołgów. Do zamknięcia w 1996 roku wyprodukowano w niej 44 512 pojazdów, z czego 22 234 do zakończenia II wojny światowej.

## Historia
Budowę fabryki rozpoczęto we wrześniu 1940 roku, na terenie 46-hektarowej działki, wcześniej zajmowanej przez pola uprawne. Za projekt budynku, w stylu modernistycznym, odpowiedzialny był architekt przemysłowy Albert Kahn. Zakład stanowił własność rządową, lecz jego prowadzenie powierzono podmiotowi prywatnemu – koncernowi motoryzacyjnemu Chrysler. Zamówienie na pierwsze 1000 czołgów M3 Lee złożone zostało w 1940 roku. Pierwszy pojazd opuścił nieukończoną jeszcze fabrykę 24 kwietnia 1941 roku. Produkcja osiągnęła szczytowy poziom w grudniu 1942 roku, w którym to miesiącu zbudowano 894 czołgi M4 Sherman. W Detroit Arsenal wyprodukowana została blisko 1/4 wszystkich czołgów zbudowanych w Stanach Zjednoczonych podczas II wojny światowej.
Wraz z końcem II wojny światowej w 1945 roku produkcja została wstrzymana, a kontrola nad zakładem powróciła do rządu. W maju 1951 roku, podczas wojny koreańskiej, w fabryce podjęto produkcję czołgów M47 Patton, w lipcu 1952 roku a nadzór nad nią ponownie zakontraktowano Chryslerowi. Trwała ona do 1954 roku.
W latach 1960–1978 roku w zakładzie produkowane były czołgi M60 Patton. Wielkość produkcji osiągnęła najwyższy poziom – pięć czołgów dziennie – w 1973 roku, podczas wojny Jom Kipur. W 1979 roku rozpoczęto produkcję podzespołów dla czołgów M1 Abrams, których montaż odbywał się w fabryce w Limie, w stanie Ohio (Lima Army Tank Plant). W 1982 roku dział zbrojeniowy Chryslera sprzedany został koncernowi General Dynamics, który zarządzał od tamtej pory oboma zakładami. Jako że zakład w Limie nie był w stanie sprostać liczbie otrzymanych zamówień, w Detroit Arsenal rozpoczęto produkcję kompletnych czołgów. 
Po zakończeniu zimnej wojny zdolności produkcyjne obu zakładów przekraczały potrzeby armii. W 1991 roku produkcja ponownie ograniczona została do podzespołów, nastąpiła też stopniowa redukcja zatrudnienia – z blisko 3000 pracowników w 1987 roku do 305 w 1994 roku. W 1995 roku zadecydowano o zamknięciu fabryki, co nastąpiło 20 grudnia 1996 roku. Budynek sprzedany został wraz z działką miastu Warren. Budynek fabryki istnieje do dziś, zajmowany przez kilka podmiotów prywatnych. Dawniej przeszklona elewacja fabryki pokryta została blachą.
W bezpośrednim sąsiedztwie fabryki w 1971 roku powstała, i do dziś funkcjonuje, baza wojskowa US Army, w której siedzibę mają jednostki administracyjne odpowiedzialne za pozyskiwanie sprzętu wojskowego i badania rozwojowe nad bronią pancerną.

## Produkcja
Na przestrzeni lat w fabryce wyprodukowane zostały następujące pojazdy:
- M3 Lee (1941–1942: 3352 sztuki)
- M4 Sherman (1942–1945: 17 947 sztuk)
- T23 (1943–1944: 250 sztuk)
- M26 Pershing (1945: 473 sztuki)
- M45(inne języki) (1945: 185 sztuk)
- M47 Patton (1952–1954: 3443 sztuki)
- M60 Patton (1960–1978: około 15 000 sztuk)
- M1 Abrams (1982–1996; ?)